# Liste des préfets de l'Ardèche
Liste des préfets de l'Ardèche depuis la création du département. Le siège de la préfecture est à Privas. 

## Consulat et Premier Empire (An VIII- 1815)
| Période        | Période      | Identité                                       | Fonction précédente                | Observation                               |
| -------------- | ------------ | ---------------------------------------------- | ---------------------------------- | ----------------------------------------- |
| an VIII (1800) | an X (1802)  | Charles Ambroise de Caffarelli du Falga        |                                    |                                           |
| an X (1802)    | 1806         | Jacques Robert de Conantre                     |                                    |                                           |
| 1806           | 1810         | Alexandre François Bruneteau de Sainte Suzanne |                                    |                                           |
| 1810           | 1814         | Claude-Étienne Chaillou des Barres             |                                    |                                           |
| 1814           | 1815         | Joseph Isaïe Saint-Ange d'Indy                 | Sous-préfet de Bagnères-de-Bigorre | Il reprend son poste après les Cent-Jours |
| 22 mars 1815   | 6 avril 1815 | Lucien Émile Arnault                           | Sous-préfet de la Châtre           |                                           |

## Seconde Restauration (1815-1830)
| Période      | Période         | Identité                       | Fonction précédente | Observation |
| ------------ | --------------- | ------------------------------ | ------------------- | ----------- |
| 6 avril 1815 | 19 janvier 1819 | Joseph Isaïe Saint-Ange d'Indy |                     |             |
| 1819         | 1823            | Jacques Paulze d'Ivoy          |                     |             |
| 1823         | 1828            | Baron Georges de Montureux     |                     |             |
| 1828         | 1829            | Émile Blondel d'Aubers         |                     |             |
| 1829         | 1830            | Chevalier Frédéric de Carrière |                     |             |
| 1830         | 1835            | Ernest de Pelet                |                     |             |

## Monarchie de Juillet (1830-1848)
| Période | Période | Identité                       | Fonction précédente | Observation |
| ------- | ------- | ------------------------------ | ------------------- | ----------- |
| 1835    | 1835    | Henri Charles Roulleaux Dugage |                     |             |
| 1837    | 1840    | Jean-Pierre Marquier           |                     |             |
| 1840    | 1845    | Claude Launay le Provost       |                     |             |
| 1845    | 1848    | Prosper de Barante             |                     |             |

## Deuxième République (1848-1851)
| Période | Période | Identité                           | Fonction précédente | Observation                  |
| ------- | ------- | ---------------------------------- | ------------------- | ---------------------------- |
| 1848    | 1848    | Marie Jean Louis Volsy Anaud-Coste |                     | commissaire de la République |
| 1848    | 1848    | Paul Mathieu Laurent               |                     | commissaire de la République |
| 1848    | 1848    | Eugène Guiter                      |                     | commissaire de la République |
| 1849    | 1852    | Henri Chevreau                     |                     |                              |

## Second Empire (1851-1870)
Liste des préfets du Second Empire (1851-1870)
| Période | Nom                            |
| ------- | ------------------------------ |
| 1848    | (commissaire de la République) |
| 1848    | (commissaire de la République) |
| 1849    |                                |
| 1852    | Amédée de Saulxure             |
| 1853    | Léon Chevreau                  |
| 1857    | Charles-Alphonse Levert        |
| 1859    | Louis Charles Gery             |
| 1861    | Alfred Demanche                |
| 1865    | Baron Anatole de Farincourt    |
| 1870    | Eugène de Marcilly             |
| 1870    | Gaston Chalamet                |

## Troisième République (1870-1940)
Liste des préfets de la IIIe République (1870-1940)
| Période | Nom                                  |
| ------- | ------------------------------------ |
| 1871    | Scipion Doncieux                     |
| 1872    | Henry Sazerac de Forge               |
| 1873    | Baron Edmond de Behr                 |
| 1873    | Jules de Chevalard                   |
| 1876    | Adrien Letendre de Tourville         |
| 1876    | Joseph Laurent Louis Alfred Firbach  |
| 1877    | Philippe de la Rigaudie Saint Sevrin |
| 1877    | Henri Gravier                        |
| 1879    | Edmond Robert                        |
| 1881    | André Faure                          |
| 1883    | Armand Faure                         |
| 1885    | Oscar Tardy                          |
| 1888    | François Philibert Gilliot           |
| 1891    | Henri Ducos                          |
| 1893    | Gustave Chadener                     |
| 1894    | Henri Goulley                        |
| 1895    | Ernest Seignouret                    |
| 1897    | Gustave Cruchon                      |
| 1901    | Jules Belleudy                       |
| 1906    | Antoine Marty                        |
| 1909    | Louis Thibon                         |
| 1912    | Pol Honnoré                          |
| 1914    | Charles Audry                        |
| 1918    | Michel Maestracci                    |
| 1919    | Georges Duvernoy                     |
| 1919    | Georges Goublet                      |
| 1920    | Jules Gondoin                        |
| 1921    | Jules Fuster                         |
| 1924    | Henri Regnaut                        |
| 1928    | Angelo Chiappe                       |
| 1931    | Henri Piton                          |
| 1933    | André Idoux                          |
| 1936    | Henri Luca                           |
| 1937    | André Jean Faure                     |

## Régime de Vichy sous l'Occupation (1940-1944)
Liste des préfets du Régime de Vichy sous l'Occupation (1940-1944)
| Période | Nom                  |
| ------- | -------------------- |
| 1941    | Eugène Hild          |
| 1942    | Jean Esquirol        |
| 1943    | Jules André Mariacci |

## République du Gouvernement provisoire de la République française et de la Quatrième République (1944-1958)
Liste des préfets et commissaires de la République du GPRF et de la Quatrième République (1944-1958)
| Période | Nom                                           |
| ------- | --------------------------------------------- |
| 1944    | Jacques Méaudre de Sugny dit Jacques Trémolin |
| 1944    | Robert Pissère                                |
| 1948    | Aimé Jeanjean                                 |
| 1957    | Frantz Gaignerot                              |

## Cinquième République (Depuis 1958)
| Période          | Période           | Identité                 | Fonction précédente | Observation                                                                        |
| ---------------- | ----------------- | ------------------------ | --- | ---------------------------------------------------------------------------------- |
| 1958             |                   | Pierre Hosteing          | |                                                                                    |
| 1963             | 12 juillet 1967   | Maurice Roche            | |                                                                                    |
| 12 juillet 1967  |                   | René Letellier           | Préfet de la Guyane |                                                                                    |
| 1969             |                   | Guy Ducou le Pointe      | |                                                                                    |
| 13 juin 1974     |                   | Jacques Ferret           | |                                                                                    |
| 1976             |                   | Xavier Gouyou-Beauchamps | |                                                                                    |
| 25 avril 1977    | 19 juin 1980      | Henri Rouanet            | Sous-prefet de Brive |                                                                                    |
| 19 juin 1980     | 18 mai 1983       | Pierre Benazet           | | Nommé préfet de la Haute-Savoie                                                    |
| 18 mai 1983      | 6 août 1985       | Jean-Gil Marzin          | | Nommé préfet de la Sarthe                                                          |
| 6 août 1985      | 30 septembre 1987 | André Terrazzoni         | |                                                                                    |
| 1987             | 13 mai 1991       | Christian Pellerin       | Préfet de l'Aude |                                                                                    |
| 13 mai 1991      | 2 septembre 1993  | Jean-Pierre Marquie      | Préfet de la collectivité territoriale de Saint-Pierre-et-Miquelon                                                                      | Nommé préfet de l’Yonne                                                            |
| 2 septembre 1993 | 27 novembre 1996  | François Filliatre       | Préfet adjoint pour la sécurité auprès du préfet des Bouches-du-Rhône                                                                   | Nommé préfet de Loir-et-Cher                                                       |
| 27 novembre 1996 | 17 décembre 1997  | Kamel Khrissate          | Préfet de la Haute-Marne |                                                                                    |
| 17 décembre 1997 | 15 juillet 1999   | Raphaël Bartolt          | Sous-directeur au ministère de l'intérieur                                                                                              | Nommé directeur des transmissions et de l'informatique au ministère de l'intérieur |
| 26 août 1999     |                   | Dominique Vian           | |                                                                                    |
| 6 août 2002      | 14 février 2005   | Jean-François Kraft      | Directeur de la police générale à la préfecture de police                                                                               |                                                                                    |
| 17 février 2005  | 1er février 2007  | Jean-Yves Latournerie    | Directeur des systèmes d'information et de communication au ministère de l'intérieur, de la sécurité intérieure et des libertés locales | Membre du Conseil supérieur de l'administration territoriale de l'Etat             |
| 1er février 2007 |                   | Claude Valleix           | Préfet de la Haute-Marne |                                                                                    |
| 11 décembre 2008 |                   | Amaury de Saint-Quentin  | |                                                                                    |
| septembre 2011   | 18 avril 2013     | Dominique Lacroix        | |                                                                                    |
| 18 avril 2013    | 11 février 2015   | Bernard Gonzalez         | Préfet du Lot | Nommé préfet de Vaucluse                                                           |
| 19 février 2015  | 15 novembre 2017  | Alain Triolle            | Administrateur général | Nommé préfet de la Savoie                                                          |
| 15 novembre 2017 | 17 octobre 2018   | Philippe Court           | Préfet des Hautes-Alpes | Nommé préfet de la Savoie                                                          |
| 24 octobre 2018  | 6 janvier 2021    | Françoise Souliman       | Préfet de la Haute-Marne | Nommée préfète d'Eure-et-Loir                                                      |
| 7 janvier 2021   | 21 août 2023      | Thierry Devimeux         | Préfet de Saint-Pierre-et-Miquelon | Nommé préfet de la Drôme                                                           |
| 21 août 2023     |                   | Sophie Elizéon           | Déléguée interministérielle à la lutte contre le racisme, l'antisémitisme et la haine anti-LGBT                                         |                                                                                    |